# 松井秀征
松井 秀征（まつい ひでゆき、1970年 - ）は、日本の法学者。専門は商法。立教大学法学部教授。立教大学副総長、日本私法学会理事。

## 経歴
- 1994年3月 東京大学法学部第一類卒業
- 1996年3月 東京大学大学院法学政治学研究科 民刑事法専攻
- 1996年4月 東京大学法学部助手
- 1999年10月 立教大学法学部法学科専任講師
- 2001年4月 同助教授
- 2007年4月 同准教授
- 2008年10月 同教授
- 2021年4月 同国際ビジネス法学科教授、立教大学副総長、GLAP運営センター長

## 著作
- 『会社法 LEGAL　QUEST』（共著）（有斐閣、2009年）
- 『株主総会制度の基礎理論 なぜ株主総会は必要なのか』（有斐閣、2010年）
- 『会社法の選択 新しい社会の会社法を求めて』（共著）（商事法務研究会、2010年）
- 『ケースブック会社法』（共著）（弘文堂、2015年）
- 『Law　Practice　商法』（共著）（商事法務、2017年）